# Ibn Ajarrum
 (juillet 2009).
Si vous disposez d'ouvrages ou d'articles de référence ou si vous connaissez des sites web de qualité traitant du thème abordé ici, merci de compléter l'article en donnant les références utiles à sa vérifiabilité et en les liant à la section « Notes et références ».
 (juillet 2022).
Pour les articles homonymes, voir Sanhadji.
Ibn Ajarrum, né à Fès au Maroc en 1273 où il est mort en janvier 1323, est un célèbre érudit berbère dont le nom complet est Abou Abdallah Mohamed ben Daoud Sanhadji (de la tribu Sanhadja) annahaoui (le grammairien) plus connu sous le nom de Adjerrum qui, en langue  berbère, signifierait le pauvre soufi selon certains oulémas.

## Biographie
Selon Ibn al Imad, auteur de Chadharat addhahab (les pépites d'or): "brillant grammairien, connaisseur du Coran, avec de grandes connaissances en mathématiques et en littérature...auteur de plusieurs livres ainsi que des poèmes d'études (arajiz)...il était selon beaucoup un homme intègre d'une grande vertu et les ouléma en veulent pour témoin le fait que sa Adjeroumia soit la référence en son domaine.
Il est mort à Fès en janvier 1323, enterré selon certains près de la porte de fer de cette même ville.

## Ajjeroumia
C'est l'unique œuvre connue de lui et elle n'est pas des moindres puisque c'est la référence en matière de grammaire pour les débutants comme pour les maîtrisants en langue arabe.
C'est l'œuvre la plus diffusée et enseignée, essentiellement (paradoxalement aussi) au Machreq arabe, son Ajjeroumia donne un aperçu général mais clair et facile de la grammaire arabe, rendant cette science accessible à tous.